# Hugo von Wallis
Hugo von Wallis  (* 12. April 1910 in Köln; † 4. Mai 1993 in München) war ein deutscher Jurist mit dem Fachgebiet des Finanz- und Steuerrechts und Präsident des Bundesfinanzhofs.

## Karriere
Hugo von Wallis, Sohn von Sofia von Wallis, geborene Körfgen, und des Postbediensteten Hugo von Wallis, wurde 1933 mit der Dissertation Die Methoden der Auslegung strafrechtlicher Normen an der Universität Köln promoviert, legte 1935 die große juristische Staatsprüfung ab und wurde Assessor bei der Reichsfinanzverwaltung. Er trat der NSDAP bei (Mitgliedsnummer 2.104.321, Gau Sachsen). Im Jahr 1938 heiratete er Magda Hitze. Nach seinem Einsatz in verschiedenen Finanzämtern und der Oberfinanzdirektion Dresden wurde er 1939 zum Regierungsrat ernannt. 1941 wurde er zum Wehrdienst eingezogen. Nach amerikanischer Kriegsgefangenschaft war er ab 1946 beim Finanzamt Köln-Stadt und übernahm 1950 als Regierungsdirektor die Leitung des Finanzamts Aachen-Stadt.
Im Jahr 1957 wurde von Wallis als Bundesrichter an den Bundesfinanzhof nach München berufen. Er war Mitglied in verschiedenen Senaten und befasste sich mit Ertragssteuerrecht, Verkehrssteuern, Einheitsbewertung und einheitswertabhängigen Steuern. Vom 1. Juli 1970 bis 30. April 1978 war er Präsident des Bundesfinanzhofs.

## Lehrtätigkeit
Von Wallis habilitierte sich 1952 in Köln im Finanz- und Steuerrecht und nahm dort (schon seit 1950) einen Lehrauftrag wahr. An der TH Aachen lehrte er seit 1958 als Honorarprofessor für Finanz- und Steuerrecht. An der Universität München und an der TU München war er ebenfalls in Lehre und Forschung tätig. Einen Ruf auf den Lehrstuhl für Steuerrecht der Universität Köln hatte er 1965 abgelehnt.

## Ehrungen
Von Wallis war Ehrenmitglied des Instituto Brasileiro de Direito Tributario in São Paulo.

## Sonstiges
Von Wallis war seit dem 16. Mai 1929 Mitglied der Studentenverbindung K.D.St.V. Rheno-Baltia zu Köln im CV. Er war zudem Rotarier.

## Veröffentlichungen (Auswahl)
Hugo von Wallis veröffentlichte Schriften unter anderem zur Steuerbilanz des Kaufmanns, zur Umsatzsteuer, zur Vermögenssteuer, zur Besteuerung der Gesellschaften. Mit anderen Autoren verfasste er einen Kommentar zur Reichsabgabenordnungund über Grundzüge der steuerlichen Gewinnermittlung.